# Virus Jerusalem
Virus Jerusalem là một loại virus máy tính xuất hiện vào năm 1988, Jerusalem cứ hoạt động vào thứ sáu ngày 13 trong gần tám năm trước khi bị phần mềm diệt virus tiêu diệt. Đây là một trong những virus phá hoại nhiều nhất trên máy tính.